# Xã Verdigris, Quận Antelope, Nebraska
Xã Verdigris (tiếng Anh: Verdigris Township) là một xã thuộc quận Antelope, tiểu bang Nebraska, Hoa Kỳ. Năm 2010, dân số của xã này là 78 người.